# آسيا زبير
آسيا زبير والتي عرفت ايضاً بأسم آسيا حسن (ولدت في 17 يونيو 1972- وتوفيت في 12 فبراير 2009)- كانت مع زوجها موظامى حسن مؤسس ومالك شبكة بريدجس تي في أول شبكة تليفزيون إسلامية أمريكية إنجليزية اللغة.
في فبراير 2009، وُجدت آسيا متوفاة مقطوعة الرأس في محطة بريدجس تي في بعدما سلم زوجها -المنفصل عنها- نفسه لقسم الشرطة وحكم عليه بالاعدام.